# Krisztofer Mészáros
Krisztofer Mészáros (né le 5 septembre 2001 à Győr) est un gymnaste artistique hongrois.

## Carrière
Krisztofer Mészáros remporte la médaille de bronze par équipes aux Championnats d'Europe de gymnastique artistique masculine 2020 à Mersin.